# Przewory Milickie
Przewory Milickie – dawny wąskotorowy przystanek osobowy w Koniówku, w gminie Trzebnica, w powiecie trzebnickim; w województwie dolnośląskim, w Polsce. Został otwarty w 1894, a zamknięty w 1991 roku.